# 帕庫查湖

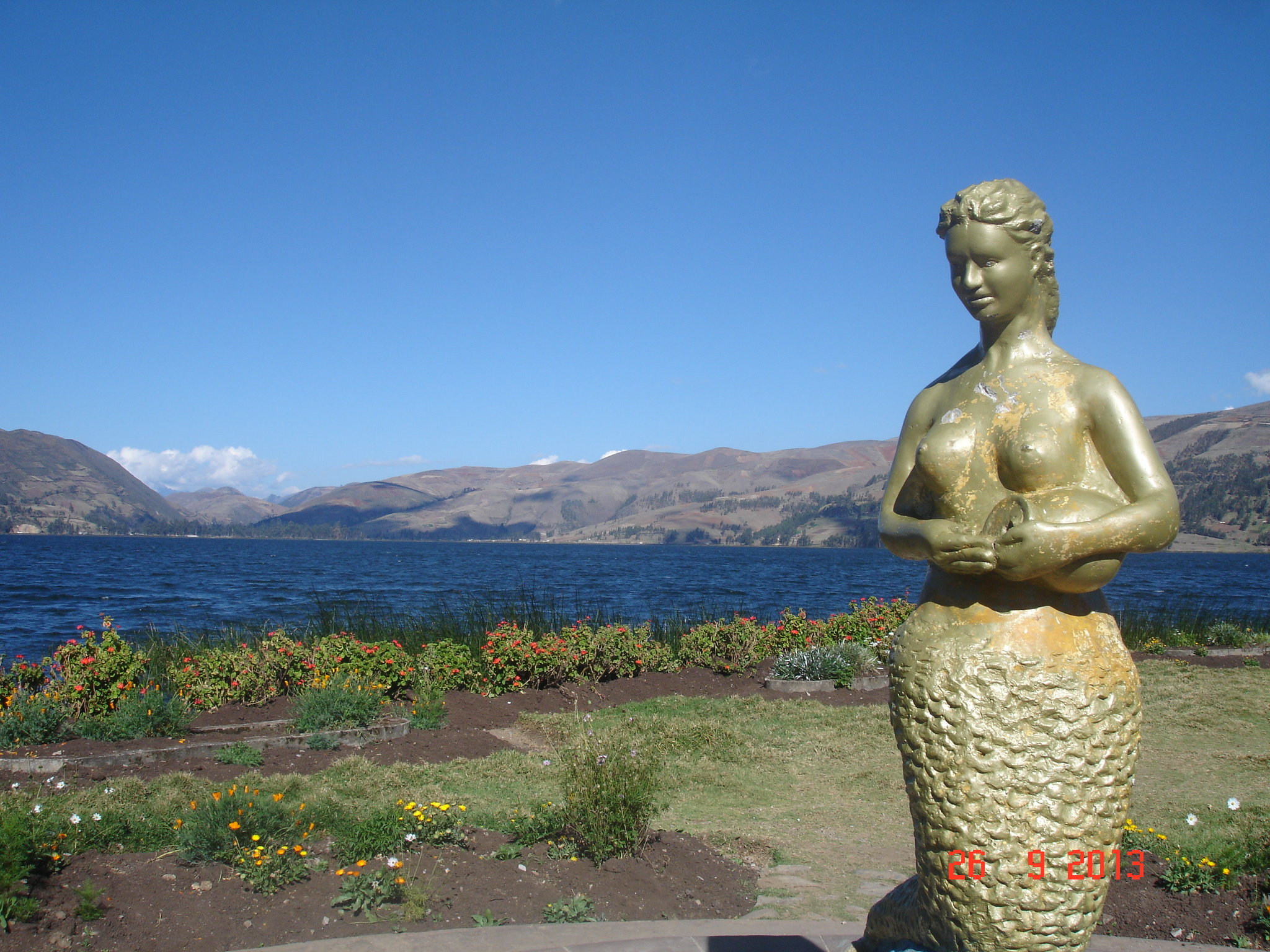

13°36′46″S 73°19′04″W / 13.61284°S 73.317812°W
帕庫查湖（西班牙語：Laguna Pacucha），是秘魯的湖泊，位於該國南部阿普里馬克大區，由安達韋拉斯省負責管轄，距離安達韋拉斯17公里，面積151平方公里，海拔高度3,100米。